# エドウィン・バレンシア
エドウィン・アルマンド・バレンシア・ロドリゲス（Edwin Armando Valencia Rodríguez、1985年3月29日 - ）は、コロンビア・バジェ・デル・カウカ県出身のプロサッカー選手。ポジションはミッドフィールダー。